# Natrix
Genul Natrix sau șerpii de apă include șerpi de talie mijlocie cu solzi dorsali și ventrali puternic carenați longitudinal, cu găuri apicale. Scuturile ventralele, în număr de mai puțin de 200, sunt fără carene laterale. Trunchiul este lung, iar coada mijlocie. Capul este bine separat de gât, ochii de dimensiuni mijlocii sau relativ mici, cu pupilă rotundă. Dinți maxilari de lungime inegală, mai lungi în partea posterioară a maxilarului, la unele specii ultimii 2-3 dinți sunt foarte măriți și separați de restul printr-un spațiu fără dinți.
Toți șerpi acestui gen sunt mai mult sau mai puțin legați de bazinele acvatice. Hrana principală constă din amfibieni, reptile și pești care sunt înghițiți vii. Se reproduc depunând ouă, sau născând pui vii (ovoviviparitate).
Genul are o largă răspândire, cele 4 specii trăiesc în Europa, vestul Asiei, nordul Africii.
Genul include următoarele specii:
- Natrix maura
- Natrix megalocephala
- Natrix natrix
- Natrix tessellata

În România și Republica Moldova se întâlnesc 2 specii:
- Natrix natrix natrix (Linnaeus 1758) = Șarpele de casă
- Natrix tessellata (Laurenti, 1768) = Șarpele de apă